# Pascal segundo
O pascal segundo (símbolo Pa·s) é a unidade do SI de viscosidade dinâmica. Se um fluido é colocado entre dois pratos, e um prato é empurrado lateralmente com uma tração de um pascal, ele move uma distância igual a espessura da camada entre os pratos em um segundo. Um pascal segundo equivale a 10 poises. O nome "poiseuille" foi proposto para esta unidade, mas foi rejeitada.